# Радужный (Ханты-Мансийский автономный округ — Югра)
Ра́дужный — город в России, в Ханты-Мансийском автономном округе — Югре.
В границах города образован городской округ.

## Этимология
Возник как посёлок в связи с освоением нефтяных месторождений; с 1985 года — город Радужный. Название искусственное с «положительным» значением.

## Физико-географическая характеристика
Город расположен на реке Аган и её притоках Агрнъёган и Нёхысъяун.

### Климат
Город Радужный и городской округ приравнены к районам Крайнего Севера. Минимальная температура доходила до −54 °C
- Среднегодовая температура воздуха — −2,8 °C
- Относительная влажность воздуха — 76,2 %
- Средняя скорость ветра — 3,1 м/с

| Показатель                            | Янв.  | Фев.  | Март  | Апр. | Май | Июнь | Июль | Авг. | Сен. | Окт. | Нояб. | Дек.  | Год  |
| ------------------------------------- | ----- | ----- | ----- | ---- | --- | ---- | ---- | ---- | ---- | ---- | ----- | ----- | ---- |
| Средняя температура, °C               | −18,9 | −17,1 | −11,1 | −5,9 | 3,4 | 12,8 | 17,2 | 13,6 | 5,8  | −2,3 | −13,5 | −18,1 | −2,8 |
| Источник: NASA. База данных RETScreen |       |       |       |      |     |      |      |      |      |      |       |       |      |

## История
Возникновение города связано с освоением Варьеганского месторождения нефти и газа. В 1973 году на месте будущего города высадился десант работников СМУ № 9 треста «Нижневартовскнефтестрой». В начале 1980-х начато строительство капитального жилья, а Указом Президиума Верховного Совета РСФСР от 15 августа 1985 года посёлок получил официальный статус города. Ханты называли местность Варьёган Маа.

## Население
| 1989    | 1992    | 1996    | 1998    | 2000    | 2001    | 2002    | 2003    | 2005    |
| ------- | ------- | ------- | ------- | ------- | ------- | ------- | ------- | ------- |
| 43 700  | ↗46 800 | ↘46 600 | ↘46 100 | ↘45 800 | ↗46 400 | ↗47 060 | ↗47 100 | ↗47 900 |
| 2006    | 2007    | 2008    | 2009    | 2010    | 2011    | 2012    | 2013    | 2014    |
| →47 900 | ↘47 800 | ↘47 700 | ↗47 811 | ↘43 399 | ↗43 680 | ↘43 565 | ↗43 580 | ↘43 177 |
| 2015    | 2016    | 2017    | 2018    | 2019    | 2020    | 2021    |         |         |
| ↘42 911 | ↗42 963 | ↗43 157 | ↗43 485 | ↗43 726 | ↘43 666 | ↘43 577 |         |         |

На 1 января 2025 года по численности населения город находился на 335-м месте из 1124 городов Российской Федерации.
Демография
В последние годы демографическая ситуация в городе определяется естественным приростом населением при сравнительно низкой смертности населения и более высокой рождаемости, а также заметным превышением числа эмигрантов над иммигрантами. В 2005 году естественный прирост населения составил 339 человек (в городе родилось 579 человек, а умерло 240 человек), одновременно из-за миграционных процессов произошёл механический спад (прибыло 944 человека, убыло 1154 человека). В 2006 году естественный прирост составил 441 человек (родилось 646 человек, умерло 205 человек). При этом миграционное сальдо остаётся отрицательным (в течение года в город прибыло 1065 человек, а убыло 1498). В 2007 году естественный прирост составил 394 человека (601 рождение против 207 смертей), а миграционные потери составили 280 человек. Таким образом, за 2007 год население города увеличилось на 114 человек. В 2008 году в Радужном зарегистрировано 674 новорожденных.
Национальный состав
Ниже приводятся данные о национальном составе города по данным Всероссийской переписи населения 2010 года
| Национальность | Численность (чел.) | Процентное соотношение |
| -------------- | ------------------ | ---------------------- |
| Русские        | 22 221             | 51,20%                 |
| Украинцы       | 3 978              | 9,17%                  |
| Татары         | 2 977              | 6,86%                  |
| Лезгины        | 1818               | 4,19%                  |
| Азербайджанцы  | 2100               | 3,56%                  |
| Башкиры        | 1 385              | 3,19%                  |
| Кумыки         | 728                | 2,36%                  |
| Таджики        | 715                | 1,79%                  |
| Белорусы       | 443                | 1,02%                  |
| Молдаване      | 337                | 0,78%                  |
| Гагаузы        | 306                | 0,71%                  |
| Чуваши         | 270                | 0,62%                  |
| Узбеки         | 261                | 0,60%                  |
| Немцы          | 213                | 0,49%                  |
| Армяне         | 207                | 0,48%                  |
| Другие         | 1 866              | 4,30%                  |
| Не указали     | 3 767              | 8,68%                  |
| Всего          | 43 399             | 100,00%                |

## Экономика
Градообразующим предприятием является ПАО «Варьеганнефтегаз». Кроме того, в городе работают нефтегазодобывающие предприятия ПАО «Варьеганнефть», АО «Негуснефть».

## Местное самоуправление
Глава города Радужный — Сергей Петрович Жестовский, председатель Думы города Радужный — Григорий Петрович Борщёв.

### Молодёжная политика
До 2000 года практически не было реализовано ни одного направления молодёжной политики.
Имеется подростково-молодёжный центр «Альянс», молодёжный центр «Вектор-М».

## Образование
В Радужном действует 21 образовательное учреждение, в которых учатся 7 тыс. учащихся. В целом по городу за 2004 год количество учащихся снизилось на 586 человек. Вместе с тем, на 10 % стало больше отличников. Всего в школах города работает 1774 человека, из них 896 педагогических работников. Высшую категорию имеют 79 педагогов (2003 г. — 42). Всего имеющих квалификационную категорию 621 человек или 69,7 % от общего числа.

## Здравоохранение
По состоянию на 2010 год в системе здравоохранения Радужного 195 врачей, 545 человек среднего медицинского персонала. Пропускная способность городских поликлиник составляет 882 посещения в смену, 313 койко-мест в больницах.

## Спорт
С 2000 года в городе создана спортивная база. Радужный является родиной биатлониста Алексея Волкова и хоккеиста Руслана Петрищева.

## Культура
За 2004 год Детской школой искусств и Детской художественной школой за участие в международных, региональных, областных выставках и конкурсах получено 16 дипломов первой степени, 7 — второй, 13 — третьей.

## Транспорт
Автобусная сеть Радужного состоит из 3-х внутригородских автобусных маршрутов:
- 1 (10-й микрорайон — Автостанция — Микрорайон «Южный»);
- 4 (10-й микрорайон — Автостанция — Северо-западная коммунальная зона);
- 54 (Автостанция — СУ-968).

Перевозчиком является УПСА по ООГХ (Адрес: Северо-западная коммунальная зона, улица № 24). Также существуют междугородние маршруты до Новоаганска, Нижневартовска (Маршрут 670), Сургута (Маршрут 650) и Ханты-Мансийска (Маршрут 680).
До 2005 года в городе действовал международный аэропорт, который принимал гражданские лайнеры и организовывал перелёты в другие города России.

## Средства массовой информации

### Радио
| Список радио и частот (на 17.06.2025)           | Список радио и частот (на 17.06.2025) |
| ----------------------------------------------- | ------------------------------------- |
| Радио Югра                                      | 101,9 FM                              |
| Радио России / ГТРК Регион-Тюмень / ГТРК Югория | 102,4 FM                              |
| Авторадио                                       | 105,5 FM                              |
| Новое радио                                     | 107,5 FM                              |